# 伊豆鮋
裸胸鲉（学名：Scorpaena izensis）为鲉科鲉属的鱼类。分布于朝鲜、日本以及沿海等，属于近海底层小型鱼类。其多栖息于沙石以及岩礁和珊瑚丛中。该物种的模式产地在駿河灣、遠江灘、相模灣。
伊豆鮋又稱裸胸鮋是輻鰭魚綱鮋形目鮋科的一種。

## 分布
本魚分布於日本、韓國、中國沿海及台灣東北部海域。

## 深度
水深80~200公尺。

## 特徵
本魚頭部無鱗，頭頂有一橫凹溝，鰓蓋骨、吻部與眼眶中央上方有短小皮瓣，眶前骨下緣最後一棘垂直向下。口大，齒利，腭骨有齒。胸鰭上腋部有扁平皮瓣，其軟條約17~20枚，為本屬中數目最多的。魚體均背櫛鱗，除胸部裸露外，無鰾。體呈紫紅色鰭上散布蠕狀斑紋，體側下半有金色光澤，腹部白色，背鰭硬棘部分有一黑斑，體長可達30公分。硬棘具有毒腺，須注意小心。

## 生態
生活在泥沙底質的水域，常隱於岩礁旁，肉食性，以甲殼類為食，繁殖季節在春季，會將卵產在膠質球囊中。

## 經濟利用
常見的食用魚，肉質味美。